# 사다코 3D: 죽음의 동영상
《사다코 3D: 죽음의 동영상》(貞子3D)는 2012년에 개봉된 일본 공포 영화이다. 《링 시리즈》의 원작자 스즈키 코지의 소설 《S》가 원작이며 하나부사 츠토무가 감독을 맡았다.

## 출연
- 이시하라 사토미 - 아유카와 아카네
- 세토 코지 - 안도 다카노리
- 하시모토 아이 - 야마무라 사다코
- 소메타니 쇼타 - 에노키
- 야마모토 유스케 - 가시와다 세이지